# Condado de Liberty (Montana)
El condado de Liberty (en inglés, Liberty County), fundado en 1919, es un condado del estado de Montana, Estados Unidos. Según el censo de 2020, tiene una población de 1959 habitantes.
La sede del condado es Chester.

## Geografía
Según la Oficina del Censo, el condado tiene un área total de 3748 km², de la cual 3704 km² son tierra y 44 km² son agua.

### Condados adyacentes
- Condado de Toole - oeste
- Condado de Pondera - suroeste
- Condado de Chouteau - sur
- Condado de Hill - este
- Condado de Forty Mile No. 8 (Alberta) - norte

## Demografía
En el 2000, los ingresos promedio de los hogares del condado eran de $30,284 y los ingresos promedios de las familias eran de $37,361. Los hombres tenían un ingreso per cápita de $23,158 versus $16,579 para las mujeres. El ingreso per cápita para el condado era de $14,882. Alrededor del 20.30% de la población estaba bajo el umbral de pobreza nacional.
Según la estimación 2015-2019 de la Oficina del Censo, los ingresos promedio de los hogares del condado son de $44,875 y los ingresos promedios de las familias son de $61,136. Alrededor del 16.2% de la población está bajo el umbral de pobreza nacional.

## Comunidades

### Pueblo
- Chester

### Lugar designado por el censo
- Joplin

### Otras comunidades
- Lothair
- Whitlash